# Микроцикас
Микроци́кас (лат. Microcycas) — монотипный род голосеменных растений семейства замиевых, включающий вид Микроцикас красивокронный (Microcycas calocoma).

## Этимология
Название рода буквально означает «небольшой саговник», что неправильно, ведь вид относится к другому семейству растений. Видовой эпитет означает «красивая крона из листьев».

## Описание
Стволы древовидные, высотой до 10 м, диаметром 60 см у основания. Пыльцевых шишек 1, цилиндрическая, короткочерешковая, желтовато-коричневая, длиной 25-30 см и 5-8 см в диаметре. Семенные шишки широко цилиндрические, короткочерешковая, желтовато-коричневые, длиной 50-90 см и 13-16 см в диаметре. Семена яйцевидные, 3,5-4 см, 2-2,5 см в диаметре, саркотеста от розового до красного цвета. 2n = 16.

## Распространение, экология
Эндемик горных районов провинции Пинар-дель-Рио западной Кубы. Популяции разбросаны как на низменных, так и на горных участках, причём последние в сильно пересечённой местности. Растения растут в трёх типах почв, юрский щелочной известняк, более или менее песчаные кислые почвы, и кремнистые глины с рН между 5,4 и 6,9. Среда обитания изменяются от лугов до, чаще всего, сосновых или полулиственных лесов и условия варьируются от полного солнца до глубокой тени.

## Угрозы и охрана
Растения страдают от разрушения среды обитания, умеренного по сравнению с избыточным сбором растений из дикой природы. Репродуктивная недостаточность (вымирание опылителей) является проблемой, хотя это все еще нуждается в проверке. Растения под охраной в национальном парке Vinales Nationl Park. Национальный ботанический сад Кубы располагает 156 живыми экземплярами в своей коллекции.

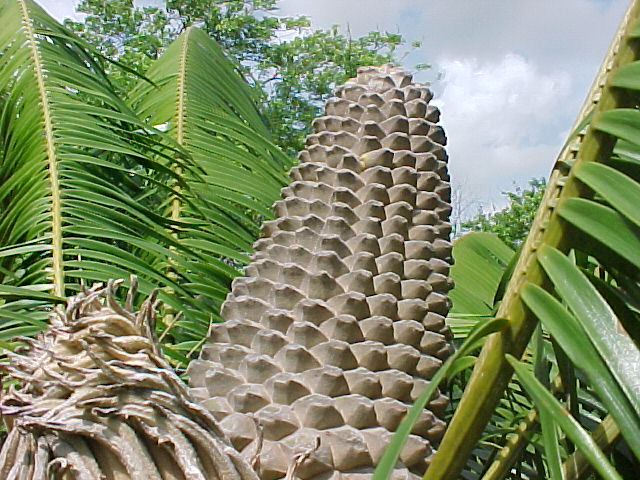
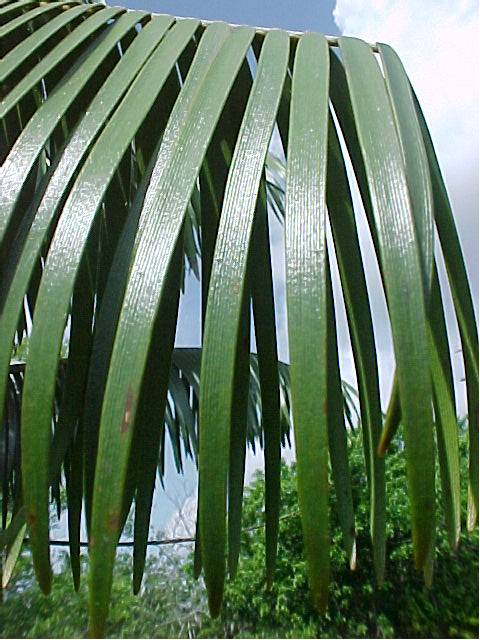
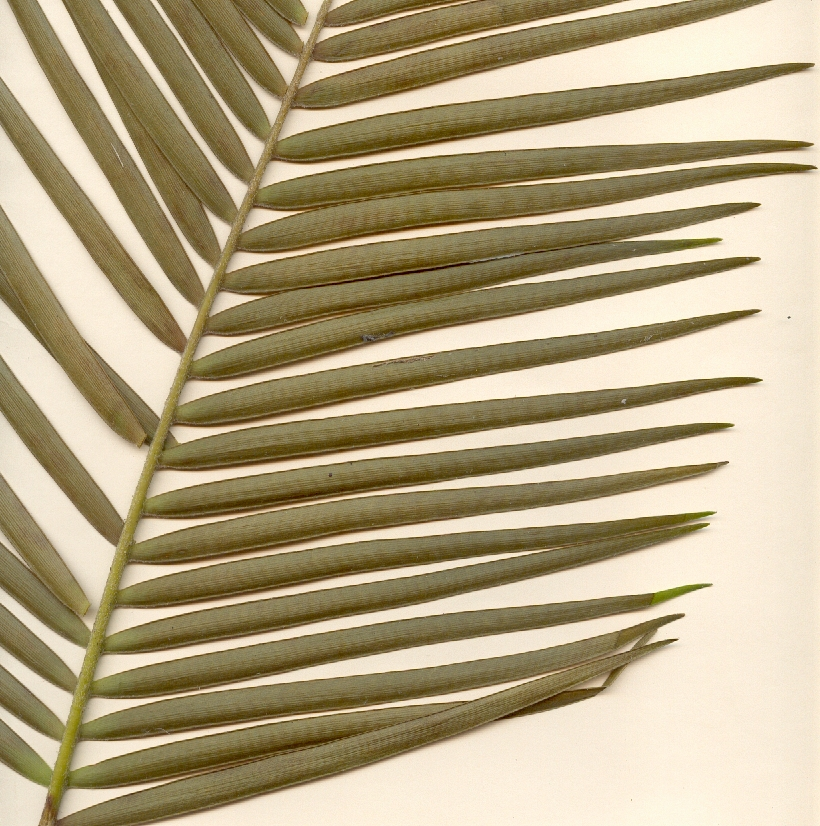
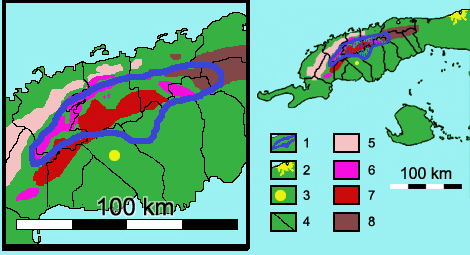
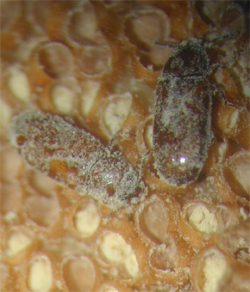